# Oldsmobile Aurora
El Oldsmobile Aurora fue un automóvil de tamaño completo sedán deportivo hecho por Oldsmobile (división de General Motors). El Aurora montó la misma plataforma del Buick Riviera.
El Aurora se convirtió en el deportivo de alta gama de Oldsmobile impulsado por un motor V8 de 4.0 L con 32 válvulas. Suplantó al Oldsmobile Toronado y, finalmente, al Oldsmobile 98 en la línea de sucesión. En el Aurora se ofrece tanto con un motor V6 como con un V8 de la versión alimentada desde 2001-03. Estaba equipado con una transmisión automática de 4 velocidades con Performance Algorithm Shifting.

## Primera generación
Después de mucha investigación y desarrollo, el Aurora entró en producción el 24 de enero de 1994 y fue lanzado para el año 1995. Se organizó una serie de lujo y tecnológicamente avanzadas características estándar, incluyendo control climático de doble zona, bolsa de aire para conductor y pasajero delantero, asientos de cuero, nogal genuino en el acento del interior, seis altavoces, un sistema de sonido con CD en el tablero / casete y 8 asientos de ajuste eléctrico con memoria frente a la posición 2. Sólo varias opciones estaban disponibles en el Aurora como asientos con calefacción, techo corredizo eléctrico y un paquete de autopistas. Tiene una computadora a bordo que muestra la fecha, el consumo actual de combustible y otra información, también fue normal.

## Segunda generación
La intención original de Oldsmobile de la segunda generación fue trasladar al Aurora a una mayor categoría, que conserva su motor V8 y el intercambio de plataforma con el nuevo Buick Riviera, que el original Aurora había hecho. Sin embargo, en Buick cayeron sus planes de desarrollo y el Riviera tuvo problemas fiscales con Oldsmobile, por lo que Oldsmobile se vio obligado a rediseñar el Antares en un aceptable Aurora en poco tiempo.